# Serhij Swjattschenko

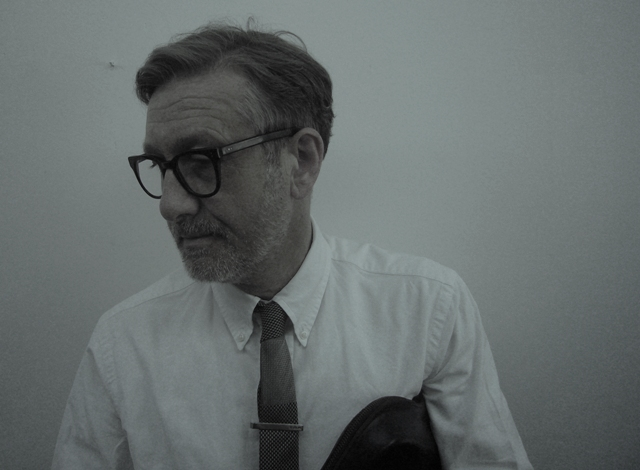
Serhij Swjattschenko

Serhij Swjattschenko (ukrainisch Сергій Святченко; * 1952 in Charkow) ist ein ukrainischer Künstler.

## Leben
Swjattschenko hatte bis 1975 eine Ausbildung als Architekt und Künstler an der Staatlichen Akademie für Design und Kunst in Charkiw durchlaufen und erhielt 1986 den Doktorgrad der Architekturschule in Kiew.
Seine Werke zählen zum abstrakten Expressionismus, wobei er Motive mehrmals übermalt. In seinen Landschaftsgemälden ist die Tiefe oft wichtiger als das Motiv selbst. Bevorzugtes Medium ist das Acrylgemälde auf Leinwand, aber Swjattschenko hat auch mit Installationen, Foto- und Videokunst gearbeitet. Ebenso nutzte er Fotoretuschen.
In der Ukraine wurde er mit Collagen bekannt. Abstrakte Kunst stieß in der damaligen Sowjetunion jedoch auf Unverständnis, weil die Kunst dem Regime dienen sollte.
Die Inspiration für seine Kunst bezieht Swjattschenko unter anderem aus dem Surrealismus und aus der Architektur. Künstler wie Michelangelo und Le Corbusier, denen es gelungen ist, die Kunst mit der Architektur zu vereinigen, sind seine Vorbilder. Als Inspirationsquelle nennt er auch seinen Vater Evgenij Sviatchenko, der als Architekt und Maler (besonders Wasserfarben) tätig war. Er führte den Sohn an die russische Kunst aus der Zeit vor der Oktoberrevolution 1917 heran.
Swjattschenko lebt seit 1990 in Dänemark. Sein Sohn Erik Sviatchenko ist dänischer Fußballnationalspieler.